# Carl Lewis
Frederick Carlton Carl Lewis (Birmingham, Alabama, EUA 1961) és un atleta estatunidenc especialista en proves de velocitat i salt de llargada, considerat un dels millors atletes de tots els temps.

## Biografia
Nasqué l'1 de juliol de 1961 a la ciutat de Birmingham, a l'estat estatunidenc d'Alabama, fill de William Lewis (1927–1987), un jugador de futbol americà i d'Evelyn, de soltera Lawler Lewis. La seva mare era corredora d'obstacles a l'equip Pan-Am de 1951. El seu germà gran Cleveland Lewis va jugar a futbol professional amb els Memphis Rogues. Els seus pares dirigien un club d'atletisme local que va tenir una influència crucial tant en ell com en la seva germana, Carol. Es va convertir en una saltadora de llargada d'elit, va acabar novè als Jocs Olímpics de 1984 i va guanyar el bronze als Campionats del Món de 1983.
Lewis va ser entrenat inicialment pel seu pare, que també va entrenar altres atletes locals a l'estatus d'elit.
Als 13 anys, Lewis va començar a competir en el salt de llargada, i va emergir com un atleta prometedor per les proves de velocitat, mentre era entrenat per Andy Dudek i Paul Minore a l'escola secundària de Willingboro a la seva ciutat natal de Willingboro Township, Nova Jersey. Va aconseguir el rànquing de quart a la llista mundial júnior de salts de llargada de tots els temps.
Moltes universitats van intentar reclutar Lewis, i va optar per matricular-se a la Universitat de Houston, on Tom Tellez era entrenador. Tellez seguiria sent l'entrenador de Lewis durant tota la seva carrera. Dies després de graduar-se a l'escola secundària el 1979, Lewis va batre el rècord de salt de llargada de l'institut amb un salt de 8,13 m. A finals de 1979, Lewis ocupava el cinquè lloc del món per al salt de llargada, segons Track and Field News.
Una vella lesió al genoll havia tornat a esclatar al final del curs de secundària, i això podria haver tingut conseqüències en la seva forma física. Lewis va treballar amb Tellez i va adaptar la seva tècnica perquè pogués saltar sense dolor, i va guanyar el títol de la National Collegiate Athletic Association (NCAA) de 1980 amb un salt assistit pel vent de 8,35 m.
Tot i que es concentrava en el salt de llargada, ara començava a emergir com un talent en els sprints. Es començaven a fer comparacions amb Jesse Owens, que va dominar les proves d'esprint i de llargada als anys trenta. Lewis es va classificar per a l'equip estatunidenc per als Jocs Olímpics de 1980 en salt de llargada i com a membre del  equip de relleus 4×100. El boicot olímpic va impedir a Lewis competir a Moscou, Rússia; en canvi, va participar al Liberty Bell Classic el juliol de 1980, que va ser una trobada alternativa per a boicotejar les nacions. Va saltar 7,77 m (medalla de bronze, i l'equip estatunidenc de relleus de 4 × 100 m va guanyar l'or amb un temps de 38,61 s. Va rebre una de les 461 medalles d'or del Congrés creades específicament per als atletes de l'equip dels Jocs Olímpics d'estiu dels Estats Units de 1980. A finals d'any, ocupava el sisè classificat mundial en salt de llargada i el setè en els 100 m.
El 1980, amb només dinou anys, Carl va ser seleccionat per a l'equip olímpic estatunidenc d'atletisme, però el boicot del seu país als Jocs Olímpics de Moscou 1980 va retardar el debut de Lewis.
És un atleta amb alimentació vegana.

## Millor atleta de la història
En els anys següents Lewis va fer la millors marques de la temporada en els 100 m i el salt de llargada. Als Campionats del Món d'Atletisme celebrats a Hèlsinki, Finlàndia, l'any 1983 Lewis va obtenir el seu primer gran èxit internacional, aconseguint la victòria en els 100 m, salt de llargada i en relleus 4 x 100 m.
Això el va convertir en el gran favorit per als Jocs Olímpics d'Estiu 1984, aconseguint els tres títols anteriors més el de 200 m, igualant el rècord de Jesse Owens de 1936 a les Olimpíades de Berlin.
El 1987, en els Campionats del Món d'Atletisme de Roma va guanyar l'or en salt de llargada i en els relleus 4 x 100 m i va ser segon en els 100 m llisos, superat pel canadenc Ben Johnson. No obstant això, anys després Ben Johnson va ser desposseït de tots els seus triomfs i rècords a causa d'haver-se demostrat l'ús de substàncies prohibides, per la qual cosa Carl Lewis va passar a ser el guanyador dels 100 m a Roma.
Als Jocs Olímpics de Seül 1988 va afegir tres noves medalles al seu medaller, convertint-se en el primer atleta a guanyar la competició de salt de llargada en dos Jocs Olímpics consecutius. Va obtenir una polèmica victòria en els 100 m llisos, després que l'atleta canadenc Ben Johnson fos desqualificat pels resultats de la prova antidopatge, que van revelar que havia consumit esteroides. En els 200 m, va ser vençut, per sorpresa, pel seu compatriota Joe DeLoach. A la carrera 4 x 100 m de relleus l'equip va ser desqualificat, sense que Lewis corregués, a causa d'una incorrecta passada del testimoni. Aquest 1988 va ser guardonat atleta de l'any per la IAAF, el primer del palmarès.
Durant la temporada de 1991 Carl Lewis i el seu company d'equip Leroy Burrell, van dominar les proves de velocitat. En les carreres anteriors al Campionat Mundial de Tòquio (Japó), Burrell va batre el rècord mundial de Lewis, deixant-lo en 9,90 s. No obstant això, en el Campionat Mundial Lewis va respondre al desafiament de Burrell, en potser la millor carrera dels 100 m de la història, com un veritable campió. En una carrera on sis dels vuit corredors van trencar la barrera dels 10 s, una situació que no havia ocorregut anteriorment Lewis es va convertir en el primer home a baixar dels 9,90 s, amb una marca de 9,86, assolint el seu tercer Campionat Mundial en els 100 m i establint un nou rècord mundial. A més va aconseguir altre or en els relleus 4 x 100 m i la medalla de plata en salt de llargada. El 1991 va repetir com a atleta de l'any per la IAAF.
En els Jocs Olímpics de Barcelona 1992 va guanyar el seu tercer títol en salt de llargada, disciplina de la qual s'havia consolidat com a màxim dominador durant la dècada de 1980, i va tornar a ser or en relleus 4 x 100 m. No va poder competir en els 100 m al no classificar-se en la proves de selecció del seu país.
En els Jocs Olímpics d'Atlanta 1996 no va assolir la classificació en les proves de velocitat, i no va poder formar part de l'equip de relleus estatunidenc, en una polèmica decisió. No obstant això, va tornar a vèncer en salt de llargada per quarta vegada consecutiva, un fet que solament havien aconseguit el llançador de disc Al Oerter i Paul Elvstrm en unes olimpíades. Era el seu novè i últim or olímpic.
Lewis es va retirar després dels Jocs Olímpics d'Atlanta i, actualment, es dedica al cinema a Los Angeles, Califòrnia. El 1996 fou guardonat amb el Premi Príncep d'Astúries dels Esports per la seva impressionant trajectòria esportiva, els seus èxits així com la seva ferma lluita contra el dopatge. El 1999 fou guardonat amb el premi Marca Leyenda.

## Marques personals
- 100 m: 9.86 s (1991)
- 200 m: 19.75 s (1983)
- salt de llargada: 8.87 m (1991)
- 4 x 100 metres relleus: 37.40 s (1992)
- 4 x 200 metres relleus: 1:18.68 (1994, rècord mundial vigent)

## Carrera després de retirar-se de l'atletisme

### Cinema i televisió
Lewis ha aparegut en nombroses pel·lícules i produccions de televisió. Entre ells, es va interpretar a si mateix en cameos a Perfect Strangers, Els bojos del Cannonball 3, Alien Hunter i Material Girls. Va fer una aparició a The Weakest Link. També va interpretar a Stu a la pel·lícula per a televisió Atomic Twister.
El 2011, Lewis va aparèixer al curt documental Challenging Impossibility, que presenta les gestes de força demostrades pel difunt mestre espiritual i defensor de la pau Sri Chinmoy. Lewis també va aparèixer a la pel·lícula The Last Adam (2006).
El 2024, Lewis va aparèixer a la quarta temporada de Mask Singer: adivina quien canta, la versió espanyola de Masked Singer, sota la màscara de Panda. Va ser eliminat a l'estrena de la temporada.

### Oferta per al Senat de l'estat de Nova Jersey

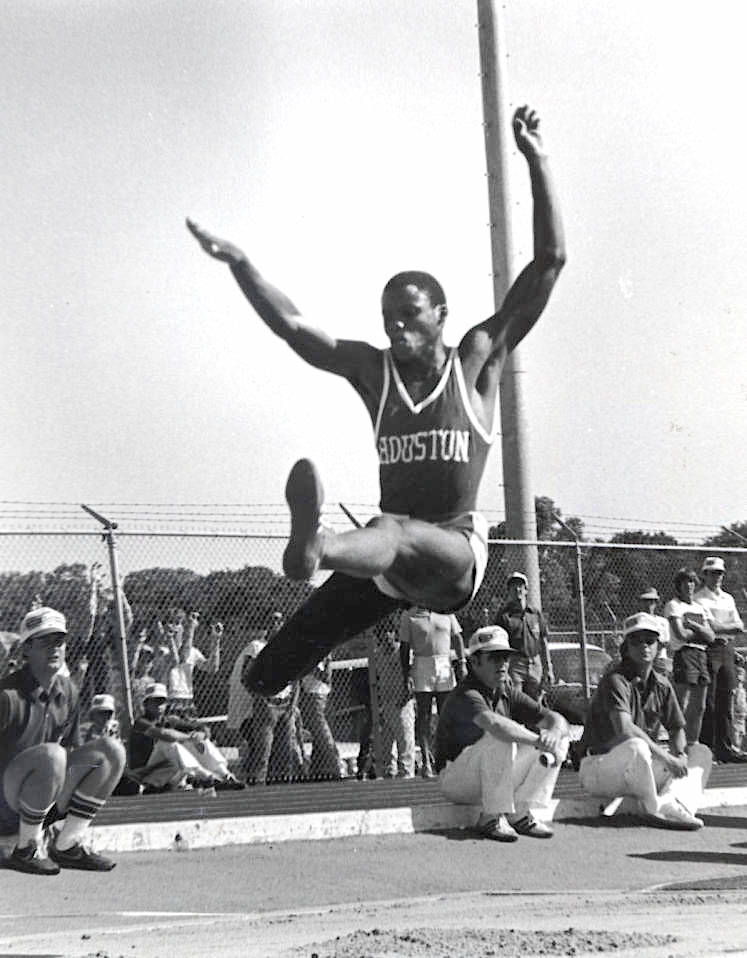
Lewis realitzant el salt de llargada com a atleta universitari de la Universitat de Houston

A partir del 2024, Lewis exerceix d'entrenador de pista i camp a la seva alma mater, la Universitat de Houston. Va ser elevat com a entrenador ajudant el 2023.

## Vida personal
Lewis té un fill anomenat Bakim, també conegut com a Blew, que és director i videògraf i viu a Houston, Texas.
Lewis es va convertir en vegà el 1990, quan tenia vint anys, i ha atribuït els seus excel·lents resultats de 1991 en part a la seva dieta vegana. Ha dit que li convé més perquè pot menjar una quantitat més gran sense afectar el seu atletisme, i creu que canviar a una dieta vegana pot millorar el rendiment esportiu.
En una conferència de premsa dels Jocs Panamericans del 2019, i després dels mortals tiroteigs d'El Paso i Dayton, Lewis va anomenar llavors el President Donald Trump «un racista que és prejudicial, misogin, que no valora ningú fora d'ell mateix».